# Bioč
Bioč je planina u graničnom području Bosne i Hercegovine i Crne Gore. Po građi je zapravo prostrana visoravan. Spada u skupinu središnjih bosansko-hercegovačkih planina. Najjužniji je dio visokoplaninskog masiva Maglić - Volujak (s Vlasuljom) - Bioč. Omeđuju je kanjonske doline rijeka Drine, Pive (i Pivsko jezero) na istoku, Sutjeske i Suhe na zapadu te Vrbnica na jugu. Kanjon Pive prosijeca Bioč. Bioč i planine Maglić, Volujak, Vlasulja i Trnovački Durmitor okružuju Trnovačko jezero.
Najviši vrh Bioča je Veliki Vitao (2397 m). Bio je u stvari prostrani plato iz kojega se uzdižu stjenoviti uski i izduženi grebeni i vrhovi, koji se pružaju u dinarskom smjeru, a između grebena su duboke doline. Mratinjska kotlina obrubljuje Bioč sa sjevera, s juga i istoka Pivsko jezero (nekadašnji kanjon rijeke Pive), a sa zapada, prema Magliću, ledenjački cirk Urdeni dolovi.
Bioč kao i ostale planine iz ove skupine ima obilje tragova glacijacije. Primjeri su ledenjački cirkovi i doline, morene, te krški oblici, oštri planinski vrhovi i rubovi. Također ima visoravni i planinskih pašnjaka.
Na Bioču se nalazi nekoliko jezera: Stabanska (Stabljanska) jezera - Veliko na 1319 m n.v. i Malo na 1194 m, Veliko Mratinjsko jezero (1504 m) i Malo Mratinjsko jezero.
Vegetacija na Bioču je rijetka. Planina je pretežito gola, krševita. Klekovina se pojavljuje mjestimice. Često se čak i ljeti na mnogo mjesta zadržava snijeg. Kod ostalih planina iz ove skupine šuma ima na nižim obroncima, do oko 1600 metara n.v. - mješavine bukove i crnogorične (četinarske) šume.